# Джон Миършаймър
Джон Джоузеф Миършаймър (на английски: John Mearsheimer) е американски политолог, професор в Чикагския университет, специалист по международни отношения, автор на теорията за офанзивния реализъм и изследвания върху влиянието на израелското лоби в Съединените щати върху външната политика на страната.

## Биография
Джон Миършаймър е роден през декември 1947 г. в Бруклин, Ню Йорк. Когато е на 8 години, семейството се премества нагоре по река Хъдсън в близкия град Кротън=-он-Хъдсън.[ неясно? ]
На 17-годишна възраст той се записва в армията на САЩ. След една година служба като редник, през 1966 г. е назначен в Уест Пойнт. Учи четири години, получава бакалавърска степен и е повишен във втори лейтенант (1970 г.). След Уест Пойнт служи задължителните пет години като офицер от Военновъздушните сили.
Докато е на служба, той учи в Университета на Южна Калифорния. През 1974 г. получава магистърска степен, а по-късно и докторска степен от университета „Корнел“. В продължение на няколко години работи като изследовател в Института „Брукингс“ във Вашингтон и в Харвардския университет, където специализира в международни отношения.
От 1982 г. Миършаймер е професор по политически науки в Чикагския университет, където е декан на факултета между 1989 и 1992 г.
Той е автор и на редица трудове по теория на международните отношения, по-специално на неореализма, който определя като опит на дадена държава да постигне хегемония на световната сцена.
Член на Американската академия на изкуствата и науките (2003). Почетен професор на Китайския университет „Ренмин“ (2012), Пекинския университет за международни изследвания (2012).
През 1998 – 1999 г. е стипендиант на Уитни Шепърдсън в Съвета по външни отношения.

## Произведения
Джон Миършаймър се смята за основател на теорията за офанзивния реализъм, която твърди, че държавите рядко са доволни от нивото на влияние на световната сцена и винаги се опитват да получат предимство пред другите, за да постигнат пълна сигурност. В друга теория за „конвенционалното възпиране“ той твърди, че нивото на сигурност на една държава зависи от това доколко тя е способна да убеди потенциалните противници в своята сила.  
В своя доклад от 1993 г. относно ядрения статус на Украйна той твърди, наред с другото, че ядреният арсенал на Украйна и Германия може да гарантира по-стабилен световен мир, като действа като възпиращ фактор в Европа. Решението на Украйна да се откаже от ядрения си арсенал е, според професор Миършаймер, грешка, тъй като увеличава вероятността от агресия от страна на Русия.
През септември 2014 г. списание Foreign Affairs публикува статия на професор Миършаймър, озаглавена „Защо украинската криза е по вина на Запада: Либералните заблуди, които провокираха Путин“. Статията представлява остра критика на американската политика спрямо Русия след края на Студената война. Професор Миършаймър твърди, че основната вина за украинската криза е на западните страни и че руската интервенция в Крим и Украйна е провокирана от безотговорните стратегически цели на НАТО в Източна Европа. Той сравнява поведението на НАТО с хипотетичен сценарий на китайски военен съюз в Северна Америка: „Представете си американското възмущение, ако Китай създаде страховит военен съюз и се опита да привлече Канада и Мексико [в този съюз]“. Миършаймър твърди по-специално, че анексирането на Крим от Русия е провокирано от страхове от загуба на военноморската си база в Севастопол, което е възможно, ако Украйна продължи да се движи към интеграция в НАТО и Европа. Професор Миършаймер заключава, че политиката на САЩ трябва да се насочи към признаване на Украйна като буферна държава между НАТО и Русия вместо към опити за включване на Украйна в НАТО.
Коментирайки войната в Украйна през 2022 г., Миършаймър обвинява Съединените щати и ЕС, позовавайки се на срещата на върха в Букурещ през 2008 г. като отправна точка – разширяването на НАТО и ЕС на изток (с превръщането на Украйна в проамериканска либерална демокрация), от гледна точка на Русия, е екзистенциална заплаха: „Никой не е мислил сериозно, че Русия е заплаха до 22 февруари 2014 г. (…) Избухна голяма криза и ние трябваше да обвиняваме другите и, разбира се, никога нямаше да обвиняваме себе си. Щяхме да обвиняваме руснаците. Затова измислихме тази история, че Русия е решена на агресия в Източна Европа“. Миършаймър оценява политиката на САЩ за създаване на либерални демокрации по света („доктрината Буш“) като „провал“.
Миършаймър е и остър критик на войната на САЩ в Ирак и плана за уреждане на конфликта в бивша Югославия. Най-известният му труд, написан в съавторство със Стивън Уолт, е „Израелското лоби и външната политика на САЩ“, в който авторите твърдят, че прекалено влиятелното израелско лоби в САЩ насочва външната политика на страната срещу интересите на Америка.